# Estadio (biología)

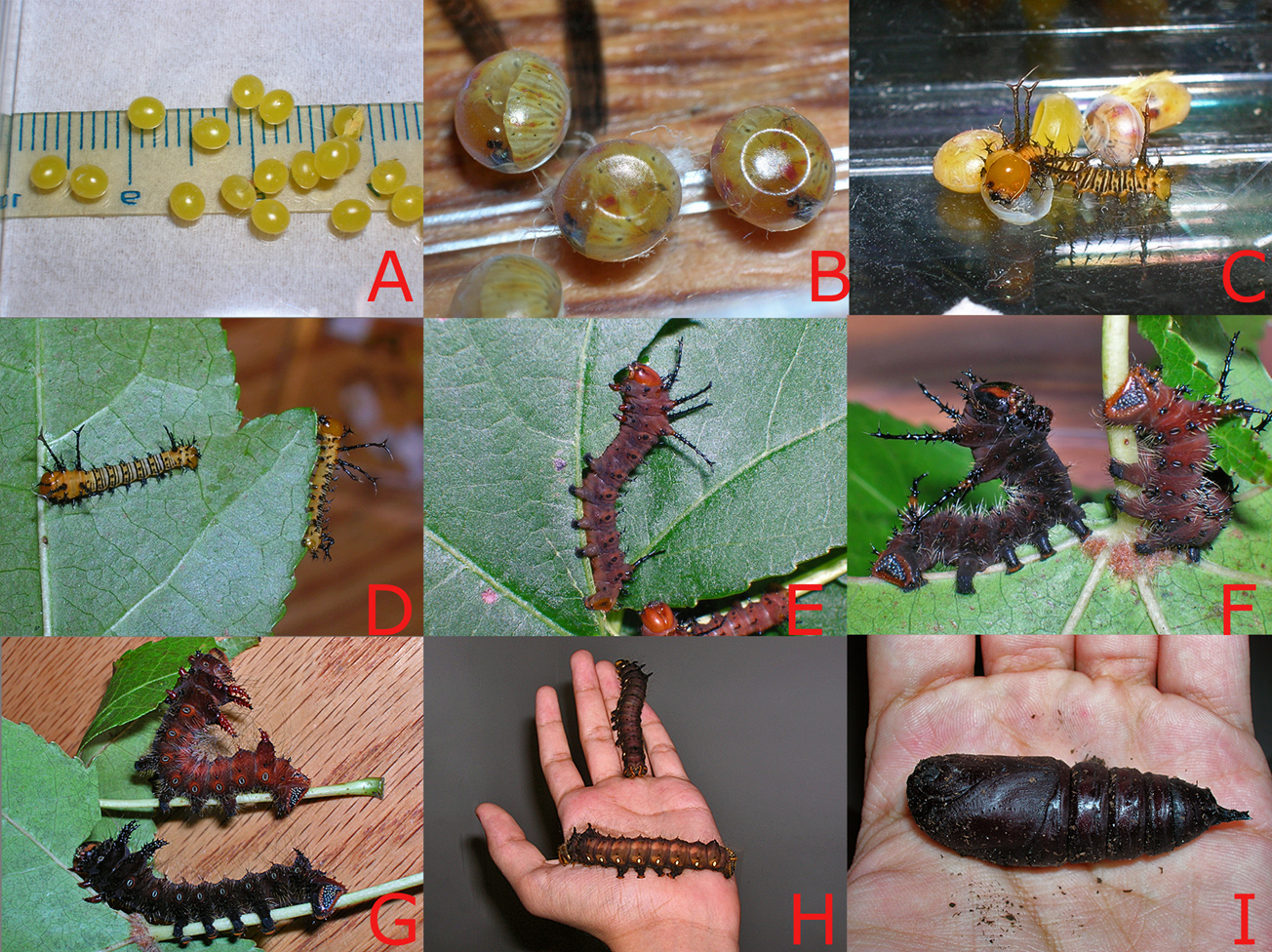
Desarrollo de Eacles imperialis de huevo a pupa, demostrando diferentes estadios.

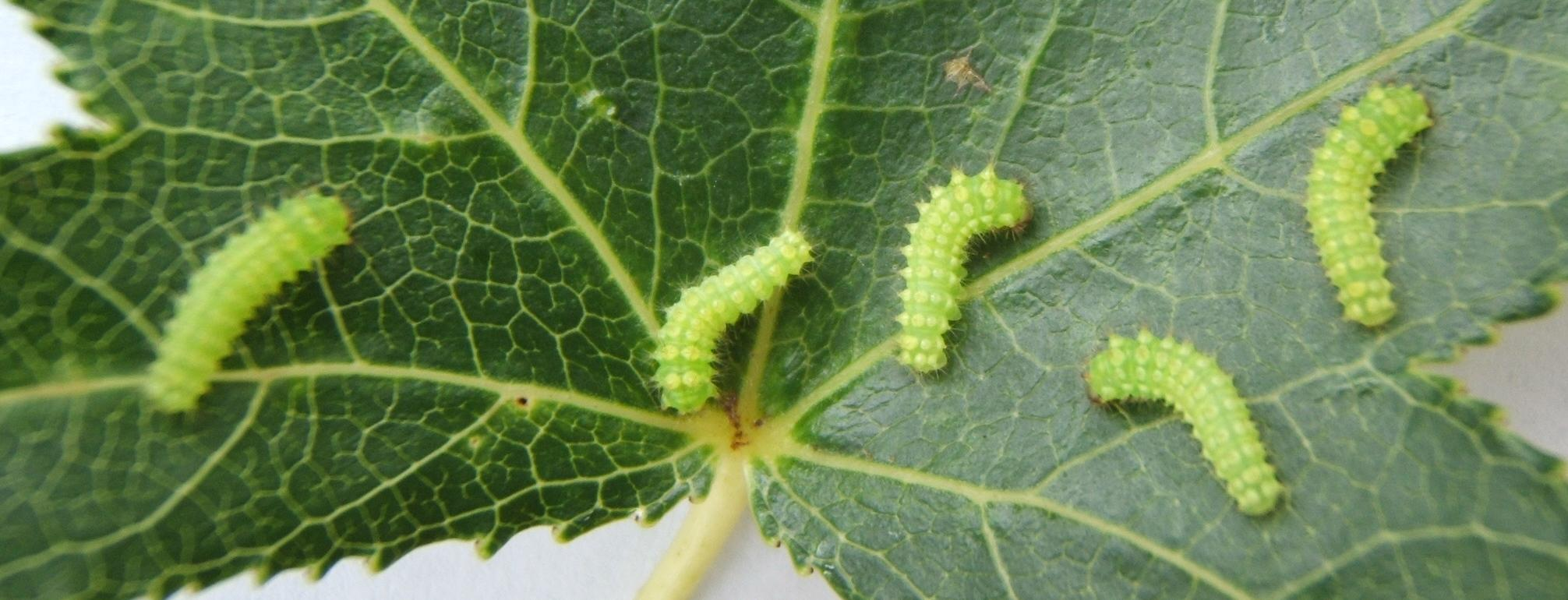
Mariposa Actias luna 1º estadio.

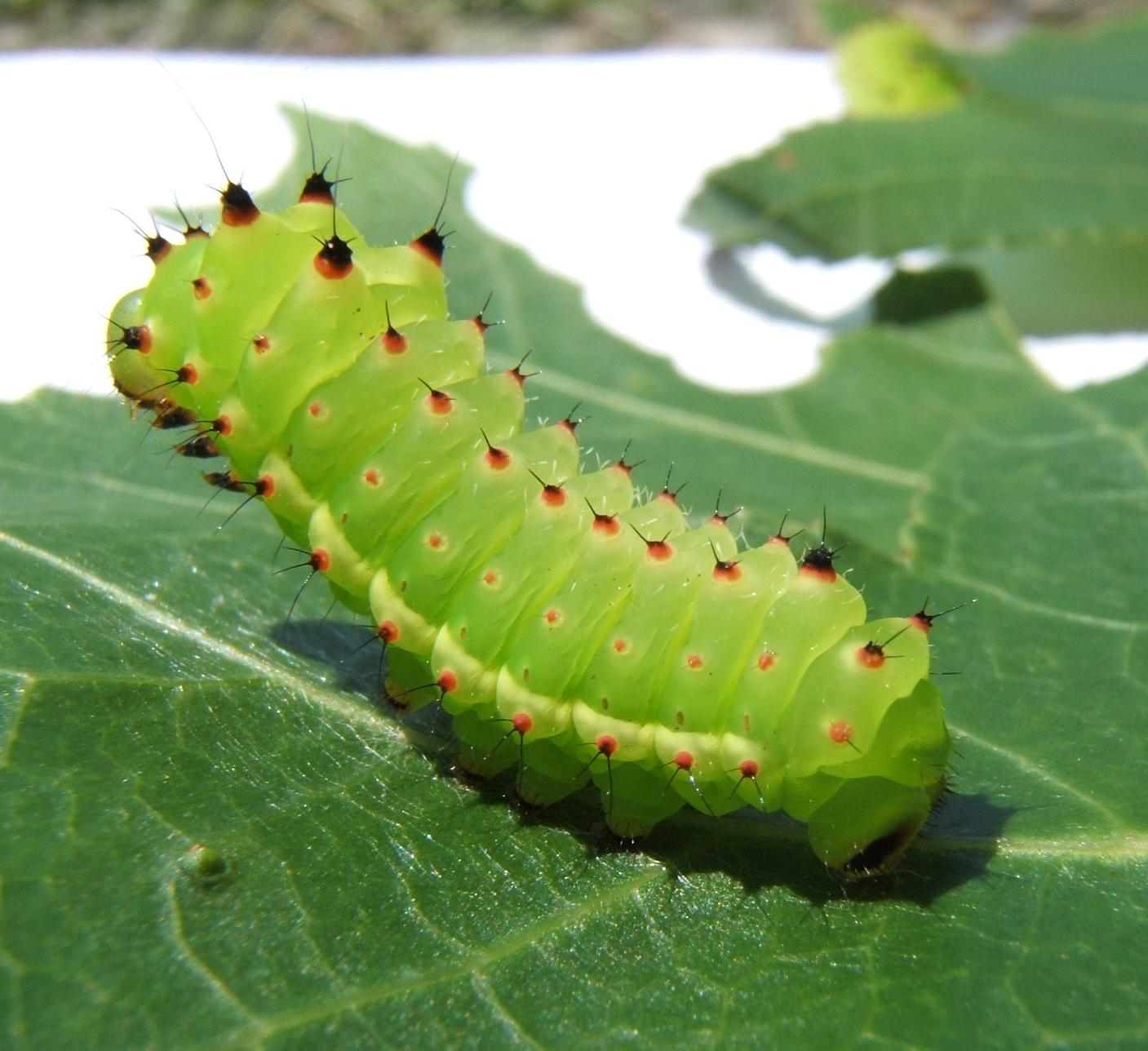
Mariposa Actias luna 3º estadio.

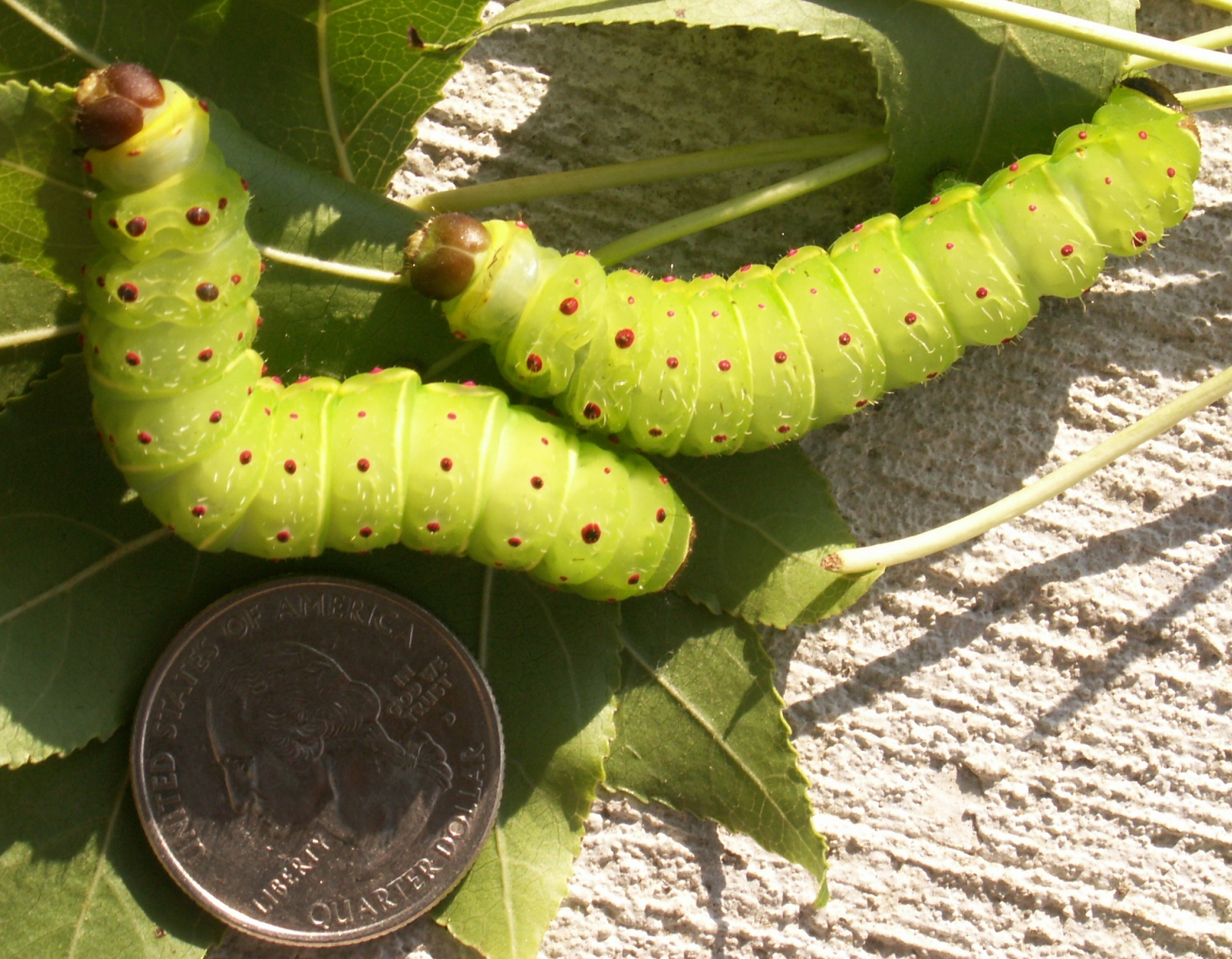
Mariposa Actias luna 5º estadio.

Se llama estadio (o instar) a cada etapa en el desarrollo de los artrópodos, como insectos, crustáceos, etc., hasta llegar a la madurez sexual. Los artrópodos deben desprenderse de su exoesqueleto sucesivas veces para poder crecer o adoptar una forma diferente en el caso de pasar por metamorfosis. Ese proceso se llama muda o ecdisis y el período entre dos mudas es un estadio. En los sucesivos estadios se pueden ver cambios en las proporciones del cuerpo y en ciertos casos, como en Diplopoda también en el número de segmentos. Muchos artrópodos continúan experimentando mudas después de haber llegado a la madurez sexual pero en tales casos no se les llama estadios.
En la mayoría de los insectos el estadio se refiere a las etapas de desarrollo de las larvas o ninfas de aquellos insectos que tienen metamorfosis simple o compleja, pero el término también puede referirse a la pupa y al adulto o imago, si bien este último no sufre más mudas en los insectos. 
El número de estadios varía según la especie y también puede variar con las condiciones ambientales. Las bajas temperaturas generalmente demoran el desarrollo.
Se pueden hacer modelos precisos de la relación entre la temperatura ambiental de un lugar y la tasa de desarrollo de las especies de artrópodos que se encuentren en ella. Esto puede ser usado con fines prácticos por la entomología forense, pues se puede estimar con bastante certeza el estadio de las larvas de los artrópodos presentes en algún lugar, si se tiene registro de sus condiciones ambientales. Así se puede, por ejemplo, estimar la fecha de muerte de un cadáver, incluso meses después de ocurrida la muerte.